# Triethylphosphat
Triethylphosphat ist eine organische Verbindung aus der Gruppe der Phosphorsäureester und bildet unter Normbedingungen eine farblose Flüssigkeit.

## Geschichte
Triethylphosphat wurde zuerst von dem französischen Chemiker Jean Louis Lassaigne Anfang des 19. Jahrhunderts untersucht.

## Gewinnung und Darstellung
Triethylphosphat kann durch Reaktion von Phosphoroxychlorid mit Ethanol gewonnen werden.

## Eigenschaften
Triethylphosphat ist eine farblose Flüssigkeit mit fruchtigem Geruch, die sich bei Temperaturen oberhalb von 200 °C zersetzt, wobei Kohlenmonoxid, Kohlendioxid, Phosphoroxide und Phosphin entstehen. Die Dämpfe von Triethylphosphat sind 6,29 mal so schwer wie Luft.

### Sicherheitstechnische Kenngrößen
Triethylphosphat bildet bei höheren Temperaturen entzündliche Dampf-Luft-Gemische. Die Verbindung hat einen Flammpunkt bei 130 °C. Der Explosionsbereich liegt zwischen 1,2 Vol.‑% als untere Explosionsgrenze (UEG) und 10 Vol.‑% als obere Explosionsgrenze (OEG). Die Zündtemperatur beträgt 480 °C. Der Stoff fällt somit in die Temperaturklasse T1.

## Verwendung
Triethylphosphat wird vor allem bei der Ketensynthese und in der Kunststoffindustrie eingesetzt, z. B. als Katalysator. Es dient auch in Kunststoffen wie Celluloseacetat, Polyurethanen und Polyestern und bei der Herstellung von Pharmazeutika, Agrarchemikalien, Schmierölen und Lacken als Flammschutzmittel, Weichmacher, Lösungsmittel oder auch als Träger für einzuarbeitende Additive.